# Saint-Bauzille-de-Putois
Ne doit pas être confondu avec Saint-Bauzille-de-Montmel ou Saint-Bauzille-de-la-Sylve.
Saint-Bauzille-de-Putois (prononcé [sɛ̃ bozil də pytwa] ; en occitan Sent Bausèli) est une commune française située dans le nord-est du département de l'Hérault, en région Occitanie.
Exposée à un climat méditerranéen, elle est drainée par l'Hérault, l'Alzon et par deux autres cours d'eau. La commune possède un patrimoine naturel remarquable : deux sites Natura 2000 (les « gorges de l'Hérault » et les « gorges de Rieutord, Fage et Cagnasse ») et six zones naturelles d'intérêt écologique, faunistique et floristique.
Saint-Bauzille-de-Putois est une commune rurale qui compte 1 839 habitants en 2022, après avoir connu une forte hausse de la population depuis 1975. Elle est ville-centre de l'unité urbaine de Saint-Bauzille-de-Putois et fait partie de l'aire d'attraction de Montpellier. Ses habitants sont appelés les Saint-Bauzillois ou Saint-Bauzilloises.
La commune fait partie de la communauté de communes des Cévennes gangeoises et suménoises.

## Géographie

### Localisation
Saint-Bauzille-de-Putois est située à 3,2 km de Laroque, 4,9 km de Ganges, 38,5 km du Lodève, 33,6 km de Montpellier, 50,3 km de Nîmes et 562,3 km de Paris.

### Communes limitrophes
Les communes limitrophes sont  Agonès, Brissac, Ferrières-les-Verreries, Laroque, Montoulieu et Moulès-et-Baucels.
| Laroque | Moulès-et-Baucels        | Montoulieu              |
| Agonès  | Saint-Bauzille-de-Putois | Montoulieu              |
| Brissac | Notre-Dame-de-Londres    | Ferrières-les-Verreries |

### Géologie et relief
La commune se situe sous le massif de la Thaurac et le mont Saint Micisse, en forme de bicorne de Bonaparte. Il est à noter que ce rocher est plus connu, chez les autochtones sous le nom de    CHAPEAU de NAPOLEON. Son altitude minimale est de 118 mètres, et son altitude maximale est de 483 mètres,.

### Hydrographie
Le territoire de la commune est traversé par l'Hérault à l'ouest, ce qui délimite la frontière avec la commune d'Agonès, ainsi que par l'un de ses affluent, l'Alzon. On trouve également sur le territoire de la commune plusieurs ruisseaux, comme le Ruisseau des Mates, ou le Ruisseau de la Tuilerie, tous deux affluents de l'Alzon.

### Climat
Pour des articles plus généraux, voir Climat de l'Occitanie et Climat de l'Hérault.
En 2010, le climat de la commune est de type climat méditerranéen franc, selon une étude s'appuyant sur une série de données couvrant la période 1971-2000. En 2020, Météo-France publie une typologie des climats de la France métropolitaine dans laquelle la commune est exposée à un climat méditerranéen et est dans la région climatique  Provence, Languedoc-Roussillon, caractérisée par une pluviométrie faible en été, un très bon ensoleillement (2 600 h/an), un été chaud (21,5 °C), un air très sec en été, sec en toutes saisons, des vents forts (fréquence de 40 à 50 % de vents > 5 m/s) et peu de brouillards.
Pour la période 1971-2000, la température annuelle moyenne est de 14 °C, avec une amplitude thermique annuelle de 16,9 °C. Le cumul annuel moyen de précipitations est de 1 104 mm, avec 7,3 jours de précipitations en janvier et 3,2 jours en juillet. Pour la période 1991-2020, la température moyenne annuelle observée sur la station météorologique la plus proche, située sur la commune de Montdardier à 12 km à vol d'oiseau, est de 12,9 °C et le cumul annuel moyen de précipitations est de 1 487,0 mm,. Pour l'avenir, les paramètres climatiques de la commune estimés pour 2050 selon différents scénarios d'émission de gaz à effet de serre sont consultables sur un site dédié publié par Météo-France en novembre 2022.

### Milieux naturels et biodiversité

#### Réseau Natura 2000

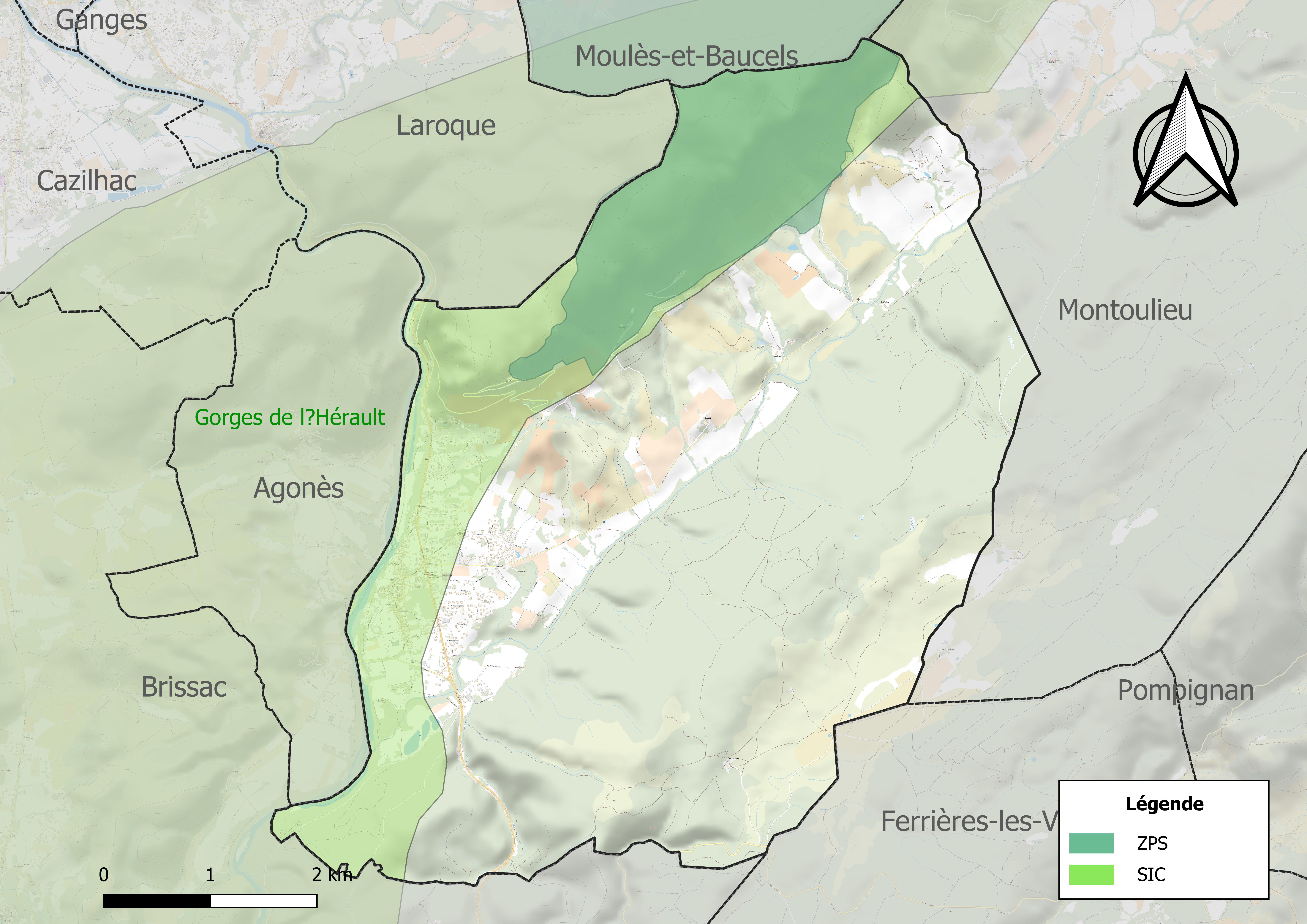
Site Natura 2000 sur le territoire communal.

Le réseau Natura 2000 est un réseau écologique européen de sites naturels d'intérêt écologique élaboré à partir des directives habitats et oiseaux, constitué de zones spéciales de conservation (ZSC) et de zones de protection spéciale (ZPS).
Un site Natura 2000 a été défini sur la commune au titre de la directive habitats :
- les « gorges de l'Hérault », d'une superficie de 21 736 ha, entaillent un massif calcaire vierge de grandes infrastructures dont les habitats forestiers (forêt de Pins de Salzman et chênaie verte) et rupicoles sont bien conservés. La pinède de Pins de Salzmann de Saint-Guilhem-le-Désert est une souche pure et classée comme porte-graines par les services forestiers. Il s'agit d'une forêt développée sur des roches dolomitiques[21]

et un au titre de la directive oiseaux : 
- les « gorges de Rieutord, Fage et Cagnasse », d'une superficie de 12 308 ha, comportent des milieux escarpés, des falaises, et sont un biotope de prédilection pour l'avifaune rupestre parmi laquelle on relève des espèces à très forte valeur patrimoniale : l'Aigle de Bonelli, le Grand Duc d'Europe, le Circaète Jean-le-Blanc[22].

#### Zones naturelles d'intérêt écologique, faunistique et floristique
L’inventaire des zones naturelles d'intérêt écologique, faunistique et floristique (ZNIEFF) a pour objectif de réaliser une couverture des zones les plus intéressantes sur le plan écologique, essentiellement dans la perspective d’améliorer la connaissance du patrimoine naturel national et de fournir aux différents décideurs un outil d’aide à la prise en compte de l’environnement dans l’aménagement du territoire.
Trois ZNIEFF de type 1 sont recensées sur la commune :
- les « gorges supérieures de l'Hérault et plateau du Taurac » (952 ha), couvrant 5 communes du département[24] ;
- la « plaine des Claparèdes » (189 ha), couvrant 3 communes du département[25],
- la « rivière de l' Hérault de Saint-Bauzille-de-Putois à l'embouchure du Lamalou » (163 ha), couvrant 4 communes du département[26] ;

et trois ZNIEFF de type 2, : 
- le « massif des gorges de l'Hérault et de la Buège » (21 342 ha), couvrant 17 communes du département[27] ;
- le « massif du bois de Monnier » (5 858 ha), couvrant 8 communes dont trois dans le Gard et cinq dans l'Hérault[28] ;
- le « plateau du Taurac » (2 196 ha), couvrant 8 communes dont une dans le Gard et sept dans l'Hérault[29].

Carte des ZNIEFF de type 1 et 2 à Saint-Bauzille-de-Putois.
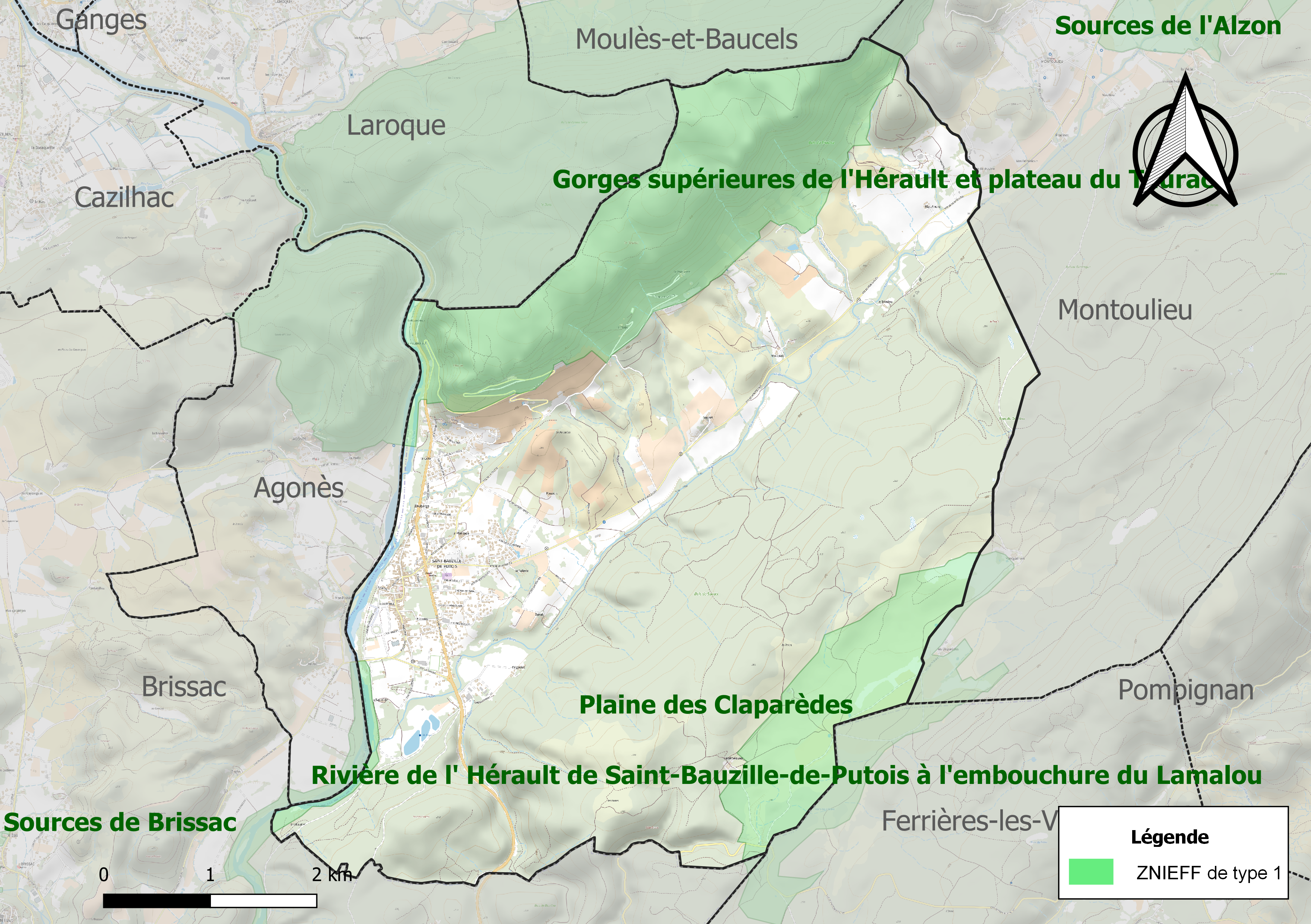
Carte des ZNIEFF de type 1 sur la commune.
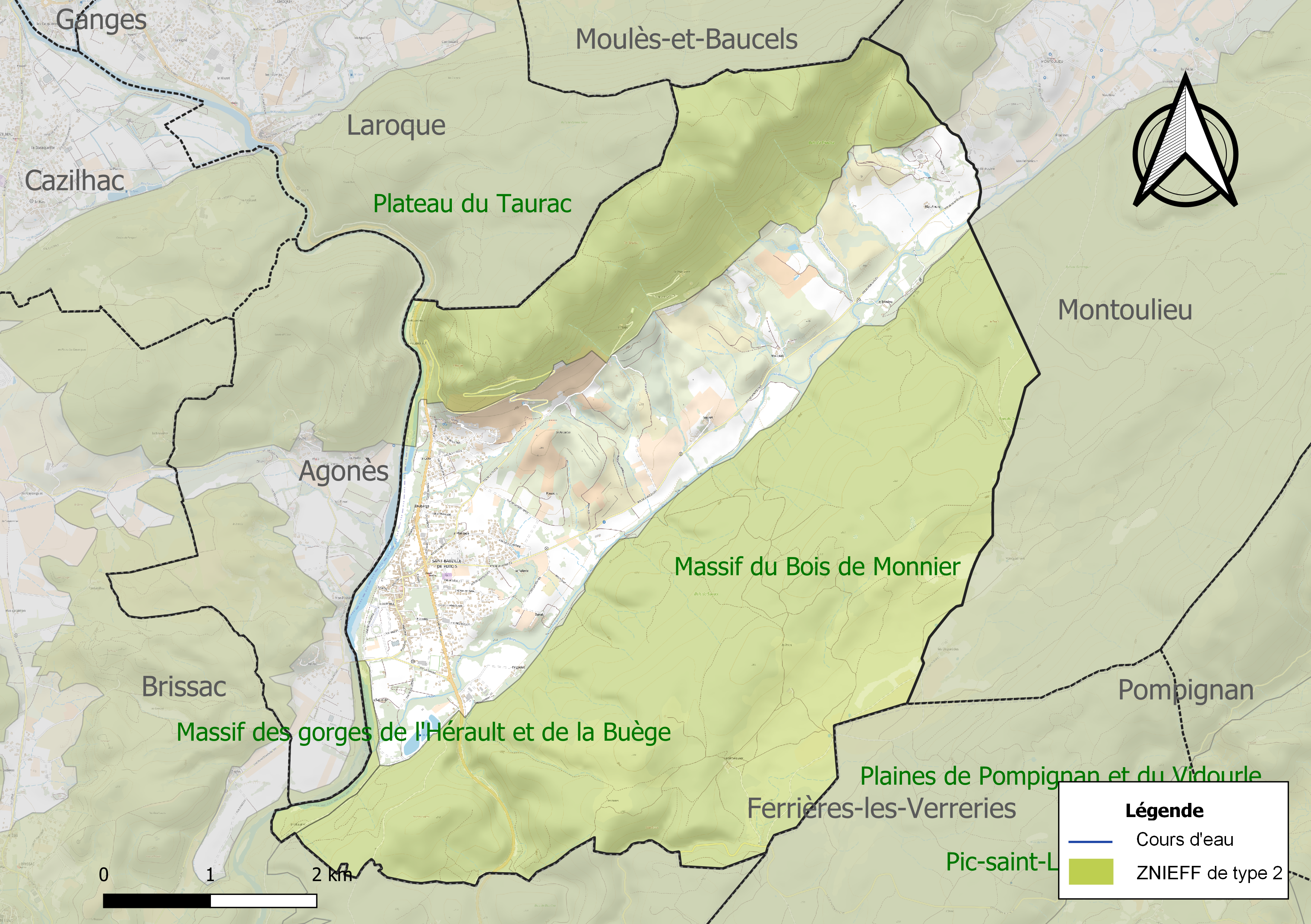
Carte des ZNIEFF de type 2 sur la commune.

## Urbanisme

### Typologie
Au 1er janvier 2024, Saint-Bauzille-de-Putois est catégorisée bourg rural, selon la nouvelle grille communale de densité à sept niveaux définie par l'Insee en 2022.
Elle appartient à l'unité urbaine de Saint-Bauzille-de-Putois, une agglomération intra-départementale regroupant deux  communes, dont elle est ville-centre,,. Par ailleurs la commune fait partie de l'aire d'attraction de Montpellier, dont elle est une commune de la couronne,. Cette aire, qui regroupe 161 communes, est catégorisée dans les aires de 700 000 habitants ou plus (hors Paris),.

### Occupation des sols
L'occupation des sols de la commune, telle qu'elle ressort de la base de données européenne d’occupation biophysique des sols Corine Land Cover (CLC), est marquée par l'importance des forêts et milieux semi-naturels (64,8 % en 2018), en diminution par rapport à 1990 (65,9 %). La répartition détaillée en 2018 est la suivante : 
milieux à végétation arbustive et/ou herbacée (47,4 %), zones agricoles hétérogènes (19,8 %), forêts (17,4 %), cultures permanentes (9,5 %), zones urbanisées (5,9 %). L'évolution de l’occupation des sols de la commune et de ses infrastructures peut être observée sur les différentes représentations cartographiques du territoire : la carte de Cassini (XVIIIe siècle), la carte d'état-major (1820-1866) et les cartes ou photos aériennes de l'IGN pour la période actuelle (1950 à aujourd'hui).

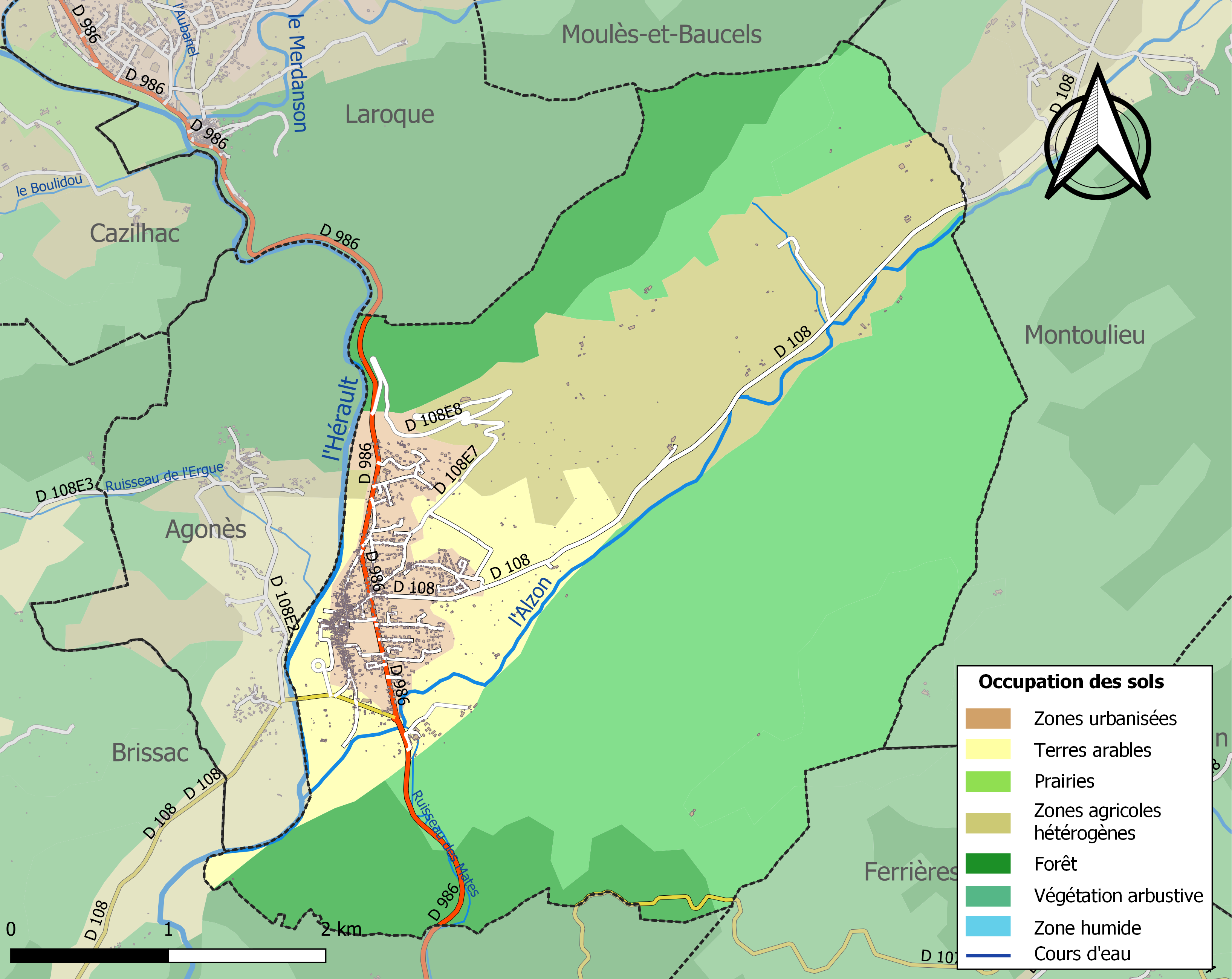
Carte des infrastructures et de l'occupation des sols de la commune en 2018 (CLC).

### Risques majeurs
Le territoire de la commune de Saint-Bauzille-de-Putois est vulnérable à différents aléas naturels : météorologiques (tempête, orage, neige, grand froid, canicule ou sécheresse), inondations, feux de forêts, mouvements de terrains et séisme (sismicité faible). Il est également exposé à un risque technologique, le transport de matières dangereuses, et à deux risques particuliers : le risque minier et le risque de radon. Un site publié par le BRGM permet d'évaluer simplement et rapidement les risques d'un bien localisé soit par son adresse soit par le numéro de sa parcelle.

#### Risques naturels
Certaines parties du territoire communal sont susceptibles d’être affectées par le risque d’inondation par débordement de cours d'eau, notamment l'Hérault et l'Alzon. La commune a été reconnue en état de catastrophe naturelle au titre des dommages causés par les inondations et coulées de boue survenues en 1982, 1994, 1995, 2011 et 2014,.
Saint-Bauzille-de-Putois est exposée au risque de feu de forêt. Un plan départemental de protection des forêts contre les incendies (PDPFCI) a été approuvé en juin 2013 et court jusqu'en 2022, où il doit être renouvelé. Les mesures individuelles de prévention contre les incendies sont précisées par deux arrêtés préfectoraux et s’appliquent dans les zones exposées aux incendies de forêt et à moins de 200 mètres de celles-ci. L’arrêté du 25 avril 2002 réglemente l'emploi du feu en interdisant notamment d’apporter du feu, de fumer et de jeter des mégots de cigarette dans les espaces sensibles et sur les voies qui les traversent sous peine de sanctions. L'arrêté du 11 mars 2013 rend le débroussaillement obligatoire, incombant au propriétaire ou ayant droit,.

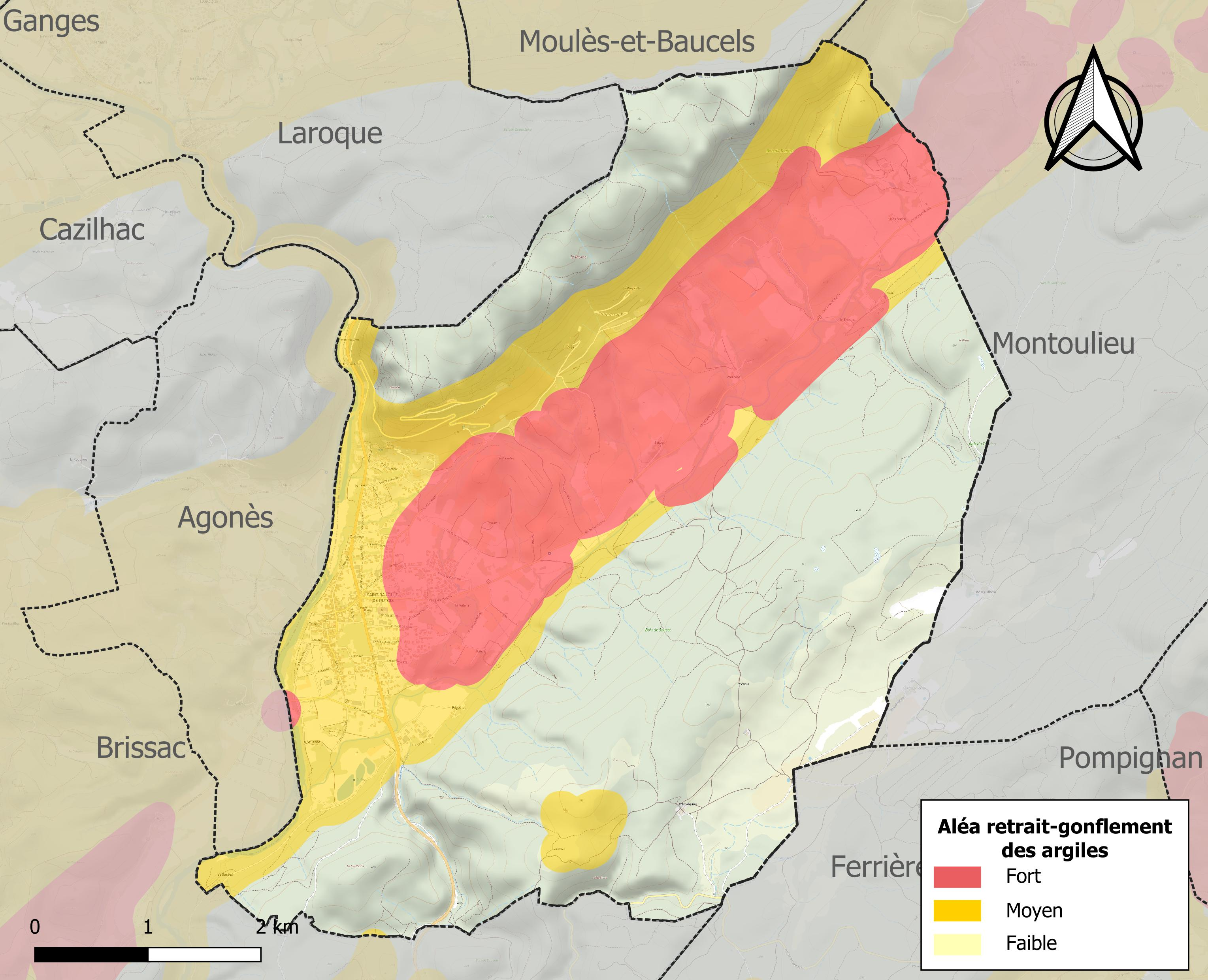
Carte des zones d'aléa retrait-gonflement des sols argileux de Saint-Bauzille-de-Putois.

La commune est vulnérable au risque de mouvements de terrains constitué principalement du retrait-gonflement des sols argileux. Cet aléa est susceptible d'engendrer des dommages importants aux bâtiments en cas d’alternance de périodes de sécheresse et de pluie. 46,1 % de la superficie communale est en aléa moyen ou fort (59,3 % au niveau départemental et 48,5 % au niveau national). Sur les 840 bâtiments dénombrés sur la commune en 2019, 839 sont en aléa moyen ou fort, soit 100 %, à comparer aux 85 % au niveau départemental et 54 % au niveau national. Une cartographie de l'exposition du territoire national au retrait gonflement des sols argileux est disponible sur le site du BRGM,.
Par ailleurs, afin de mieux appréhender le risque d’affaissement de terrain, l'inventaire national des cavités souterraines permet de localiser celles situées sur la commune.

#### Risques technologiques
Le risque de transport de matières dangereuses sur la commune est lié à sa traversée par des infrastructures routières ou ferroviaires importantes ou la présence d'une canalisation de transport d'hydrocarbures. Un accident se produisant sur de telles infrastructures est susceptible d’avoir des effets graves sur les biens, les personnes ou l'environnement, selon la nature du matériau transporté. Des dispositions d’urbanisme peuvent être préconisées en conséquence.

#### Risque particulier
L’étude Scanning de Géodéris réalisée en 2008 a établi pour le département de l’Hérault une identification rapide des zones de risques miniers liés à l’instabilité des terrains. Elle a été complétée en 2015 par une étude approfondie sur les anciennes exploitations minières du bassin houiller de Graissessac et du district polymétallique de Villecelle. La commune est ainsi concernée par le risque minier, principalement lié à l’évolution des cavités souterraines laissées à l’abandon et sans entretien après l’exploitation des mines.
Dans plusieurs parties du territoire national, le radon, accumulé dans certains logements ou autres locaux, peut constituer une source significative d’exposition de la population aux rayonnements ionisants. Certaines communes du département sont concernées par le risque radon à un niveau plus ou moins élevé. Selon la classification de 2018, la commune de Saint-Bauzille-de-Putois est classée en zone 2, à savoir zone à potentiel radon faible mais sur lesquelles des facteurs géologiques particuliers peuvent faciliter le transfert du radon vers les bâtiments.

## Toponymie
Le nom « Saint-Bauzille » descendrait de saint Baudile, un saint qui aurait évangélisé le sud de la Gaule avant d'être martyrisé dans les arènes de Nîmes. L'église du village lui est dédiée.
Le vocable putois serait une déformation de « Pedoxinis », le nom de la maison cité en 999,. On trouve le lieu mentionné sous les appellations : « S. Baudilio de Peducis ; de Pedussio » au XIIe siècle, « de Pedusio » (1248), « de Peduzis » (1252), « de Pedusio » (1270), « de Bedussio » (1273), « de Peducio » (1536), Saint Beauzille de Puttois, 1740-1760. Franck Hamlin propose que le nom dérive d'un domaine gallo-romain, portant le nom d'un homme « Pedusius ». L'origine de Putois, appellation qui n'intervient qu'au XVIIIe siècle, n'a donc rien à voir avec l'animal de ce nom.
Une autre interprétation, peu crédible, de ce nom rattache « Putois » au latin puteum, « puits ».
On peut aussi noter que les cahiers manuscrits du Cabinet des Titres, de d'Hozier (Archives Nationales) écrivent : « Communauté du lieu de Saint-Bauzille de Putris » (et non putois) ; « putris », du latin puter qui renvoie à la puanteur...
En 1720, Saint-Bauzille est connue sous la variante « Saint-Bauzille-d'Héraud ».

## Histoire

### Préhistoire
Les traces de présence humaine les plus anciennes remontent à la Préhistoire. Une cavité du massif du Thaurac est inscrite à l'Inventaire des monuments historiques le 28 mai 1990. C'est le seul site de l'Hérault qui recèle des traces d'art pariétal du Magdalénien supérieur, découvertes par le préhistorien Michel Lorblanchet en 1967. L'occupation humaine du territoire se poursuit aux époques suivantes comme l'attestent dolmens et  tumulus sur le massif du Thaurac et le mont Saint-Micisse.

### Moyen Âge
L'apparition du village remonte en 999, à la fin de l'époque carolingienne où le nom de « Villa Pedoxinis » est mentionné dans le cartulaire de Gellone.
Cette villa comportait sûrement un grand jardin cultivé dans lequel vivaient un groupe de paysans. Plus tard, entre 999 et 1218, a lieu la construction d'une église dédiée à saint Baudile, l'église actuelle. Autour de cette église est créé un enclos paroissial, lieu où les combats sont interdits, ce qui favorise la construction de nouvelles maisons autour de celle-ci. Dès le XVe siècle, le village se développe en dehors de cet enclos.

### Renaissance
Lors des guerres de Religion, des protestants ainsi que des curés se réfugièrent dans les grottes du massif de la Thaurac et du mont Saint-Micisse, qui, lors de la Préhistoire avaient servi de refuges aux hommes préhistoriques. La ville se dota également d'un temple, qui fut détruit par la suite.

### Époque contemporaine
Au cours de la Révolution française, la commune porte provisoirement le nom de Bel-Hérault. Les citoyens de la commune se réunissent au sein de la société révolutionnaire, baptisée « société des amis de la constitution » en l’an II.
Dans les années 1900 la commune se développe et se dote de nombreux commerces. La plupart des habitants vivent encore de l'agriculture ainsi que de l'industrie. On trouve dans le village plusieurs distilleries de plantes aromatiques qui fonctionnent de 1860 à 1900 ainsi qu'une usine à chaux et ciment en 1868 et des moulins à huile. Cependant, l'activité la plus développée est, comme dans toute la région, l'industrie du bas de soie. Entre 1859 et 1876 la commune compte trois filatures. Ces dernières ferment dans les années 1960, comme la plupart des autres de la région. Cependant, une filature, nommé « Sotexmi-Clio », a récemment[Quand ?] rouverte dans le village.
La commune, ayant longtemps souffert de l'exode rural, se tourne aujourd'hui vers un tourisme vert, bénéficiant de plusieurs atouts naturels propices à la randonnée, à l'escalade, au kayak ainsi qu'a la spéléologie.

## Héraldique
| Armes de Saint-Bauzille-de-Putois | Les armes de Saint-Bauzille-de-Putois se blasonnent ainsi : de gueules à un saint Bauzille d'argent tenant de sa dextre une palme d'or |

## Politique et administration

### Tendances politiques et résultats

#### Élections présidentielles, résultats des deuxièmes tours
- Élection présidentielle de 2002[52] : 79,90 % pour Jacques Chirac (RPR), 20,10 % pour Jean-Marie Le Pen (FN), 85,03 % de participation.
- Élection présidentielle de 2007[53] : 54,44 % pour Nicolas Sarkozy (UMP), 45,56 % pour Ségolène Royal (PS), 88,99 % de participation.
- Élection présidentielle de 2012[54] : 53,63 % pour François Hollande (PS), 46,37 % pour Nicolas Sarkozy (UMP), 85,31 % de participation.

#### Élections législatives, résultats des deuxièmes tours
- Élections législatives de 2002[55] : 54,35 % pour Robert Lecou (UMP), 45,65 % pour Hélène Mandroux-Colas (PS), 69,69 % de participation.
- Élections législatives de 2007[56] : 53,30 % pour Robert Lecou (UMP), 46,70 % pour Jean-Pierre Moure (PS), 70,66 % de participation.
- Élections législatives de 2012[57] : 53,41 % pour Frédéric Roig (PS), 46,59 % pour Robert Lecou (UMP), 61,60 % de participation.

#### Élections européennes, résultats des deux meilleurs scores
- Élections européennes de 2004[58] : 22,56 % pour Kader Arif (PS), 19,35 % pour Alain Lamassoure, 49,65 % de participation.
- Élections européennes de 2009[59] : 27,09 % pour Dominique Baudis (UMP), 18,13 % pour José Bové (EELV), 45,90 % de participation.

#### Élections régionales, résultats des deux meilleurs scores
- Élections régionales de 2004[60] : 53,61 % pour Georges Frêche (DVG), 36,67 % pour Jacques Blanc (UMP), 74,90 % de participation.
- Élections régionales de 2010[61] : 55,32 % pour Georges Frêche (DVG), 25,32 % pour Raymond Couderc (UMP), 58,05 % de participation.

#### Élections référendaires
- Référendum de 1992 relatif au traité de Maastricht[62] : 52,37 % pour le Oui, 47,63 % pour le Non, 76,34 % de participation.
- Référendum de 2005 relatif au traité établissant une Constitution pour l'Europe[63] : 63,26 % pour le Non, 36,74 % pour le Oui, 77,42 % de participation.

### Administration municipale
Compte tenu du nombre d'habitants dans la commune lors du dernier recensement, le conseil municipal est composé de 19 membres conformément au Code général des collectivités territoriales. À l'issue des élections municipales de 2008, Michel Issert a été élu maire et succède à Rémy Carluy.

### Liste des maires
| Période   | Période                       | Identité                         | Étiquette | Qualité                           |
| --------- | ----------------------------- | -------------------------------- | --------- | --------------------------------- |
| 1878      | 1893                          | Gaston Granier                   |           |                                   |
| 1893      | 1904                          | Hilaire Baudouin                 |           |                                   |
| 1904      | 1907                          | Albert Baudouin                  |           |                                   |
| 1907      | 1907                          | Joseph Chalier                   |           | Adjoint faisant fonction de Maire |
| 1907      | 1919                          | Louis Sabatier                   |           |                                   |
| 1919      | 1929                          | Fernand Bertrand                 |           |                                   |
| 1929      | 1935                          | Hugues De Rodez Benavent         |           |                                   |
| 1935      | 1945                          | Léon Agranier                    |           |                                   |
| 1945      | 1965                          | René Caizergues                  |           |                                   |
| 1965      | 1980                          | André Chalier                    |           |                                   |
| 1980      | 1981                          | Jean Papin                       |           |                                   |
| 1981      | mars 1983                     | Francis Cambon (1936-2019)       | PS        |                                   |
| mars 1983 | mars 1989                     | Jean-François Issert (1917-2005) |           | Journaliste retraité              |
| mars 1989 | mars 2001                     | Francis Cambon (1936-2019)       | PS        | Retraité de la DDE                |
| mars 2001 | mars 2008                     | Rémy Carluy                      | DVG       | Cadre bancaire retraité           |
| mars 2008 | mai 2020                      | Michel Issert                    | UMP-LR    | Avocat                            |
| mai 2020  | En cours (au 19 janvier 2021) | Oscar Alle                       | SE        | Chauffeur, ancien adjoint         |

### Jumelages
Au 28 juin 2013, Saint-Bauzille-de-Putois n'est jumelée avec aucune commune.

### Instances judiciaires et administratives
Saint-Bauzille-de-Putois  relève du tribunal d'instance de Montpellier, du tribunal de grande instance de Montpellier, de la cour d'appel de Montpellier, du tribunal pour enfants de Montpellier, du conseil de prud'hommes de Montpellier, du tribunal de commerce de Montpellier, du tribunal administratif de Montpellier et de la cour administrative d'appel de Marseille.

## Population et société

### Démographie
L'évolution du nombre d'habitants est connue à travers les recensements de la population effectués dans la commune depuis 1793. Pour les communes de moins de 10 000 habitants, une enquête de recensement portant sur toute la population est réalisée tous les cinq ans, les populations de référence des années intermédiaires étant quant à elles estimées par interpolation ou extrapolation. Pour la commune, le premier recensement exhaustif entrant dans le cadre du nouveau dispositif a été réalisé en 2007.

En 2022, la commune comptait 1 839 habitants, en évolution de −6,41 % par rapport à 2016 (Hérault : +7,49 %, France hors Mayotte : +2,11 %).
| 1793  | 1800  | 1806  | 1821  | 1831  | 1836  | 1841  | 1846  | 1851  |
| ----- | ----- | ----- | ----- | ----- | ----- | ----- | ----- | ----- |
| 1 161 | 1 200 | 1 374 | 1 446 | 1 622 | 1 807 | 1 778 | 1 869 | 2 022 |

| 1856  | 1861  | 1866  | 1872  | 1876  | 1881  | 1886  | 1891  | 1896  |
| ----- | ----- | ----- | ----- | ----- | ----- | ----- | ----- | ----- |
| 2 025 | 1 889 | 1 829 | 1 835 | 1 959 | 1 868 | 1 884 | 1 810 | 1 730 |

| 1901  | 1906  | 1911  | 1921  | 1926  | 1931  | 1936  | 1946  | 1954  |
| ----- | ----- | ----- | ----- | ----- | ----- | ----- | ----- | ----- |
| 1 756 | 1 797 | 1 729 | 1 423 | 1 547 | 1 549 | 1 350 | 1 239 | 1 302 |

| 1962  | 1968  | 1975  | 1982  | 1990  | 1999  | 2006  | 2007  | 2012  |
| ----- | ----- | ----- | ----- | ----- | ----- | ----- | ----- | ----- |
| 1 417 | 1 341 | 1 186 | 1 108 | 1 021 | 1 140 | 1 354 | 1 385 | 1 809 |

| 2017  | 2022  | - | - | - | - | - | - | - |
| ----- | ----- | - | - | - | - | - | - | - |
| 1 977 | 1 839 | - | - | - | - | - | - | - |

### Enseignement
La commune est située dans l'académie de Montpellier.
Saint-Bauzille-de-Putois dispose d'une école élémentaire publique et l'école élémentaire privée la plus proche est située à Cazilhac, à environ 4,2 km.
L'école maternelle la plus proche se situe à Ganges, à environ 5 km.
Les collèges les plus proches, un public et un privé, se situent à Ganges, à environ 5 km.
Quant aux lycées, un lycée public est situé au Vigan et un lycée agricole privé se trouve à Ganges.

### Santé
Saint-Bauzille-de-Putois dispose d'un cabinet médical de trois docteurs et d'un autre docteur dans le village.

### Sports
La commune ne possède pas d'équipements sportifs majeurs.
Des balades et des randonnées sur le plateau du Thaurac peuvent être organisées.
Les falaises du plateau du Thaurac sont équipées pour la pratique de l'escalade. La plupart des secteurs sont des sites sportifs comme définis par la FFME, mais certains rochers peuvent être classés en terrain d'aventure. Tous les secteurs représentent plus de 600 voies de difficulté allant de 4a à 8b+, ce qui fait du Thaurac un site majeur de l'escalade sportive dans l'Hérault.
Ces falaises ont également été rééquipées en 2013 pour la pratique de la via ferrata.
La commune dispose de descentes en canoë dans les gorges de l'Hérault, de Ganges jusqu'à Saint-Jean-de-Fos (Pont du Diable).
On peut également pratiquer du kayak et du kayak-polo dans deux plans d'eau, sur le territoire de la commune.

### Manifestations culturelles et festivités
Fête votive chaque premier week-end d'août, très populaire dans le coin.

## Économie

### Revenus
En 2018, la commune compte 829 ménages fiscaux, regroupant 1 960 personnes. La médiane du revenu disponible par unité de consommation est de 19 910 € (20 330 € dans le département).

### Emploi
|                | 2008   | 2013   | 2018   |
| -------------- | ------ | ------ | ------ |
| Commune        | 11,3 % | 11,4 % | 12,2 % |
| Département    | 10,1 % | 11,9 % | 12 %   |
| France entière | 8,3 %  | 10 %   | 10 %   |

En 2018, la population âgée de 15 à 64 ans s'élève à 1 185 personnes, parmi lesquelles on compte 77,2 % d'actifs (65 % ayant un emploi et 12,2 % de chômeurs) et 22,8 % d'inactifs,. Depuis 2008, le taux de chômage communal (au sens du recensement) des 15-64 ans est supérieur à celui de la France et du département.
La commune fait partie de la couronne de l'aire d'attraction de Montpellier, du fait qu'au moins 15 % des actifs travaillent dans le pôle,. Elle compte 326 emplois en 2018, contre 296 en 2013 et 282 en 2008. Le nombre d'actifs ayant un emploi résidant dans la commune est de 773, soit un indicateur de concentration d'emploi de 42,2 % et un taux d'activité parmi les 15 ans ou plus de 59,8 %.
Sur ces 773 actifs de 15 ans ou plus ayant un emploi, 194 travaillent dans la commune, soit 25 % des habitants. Pour se rendre au travail, 85 % des habitants utilisent un véhicule personnel ou de fonction à quatre roues, 3,8 % les transports en commun, 7,7 % s'y rendent en deux-roues, à vélo ou à pied et 3,5 % n'ont pas besoin de transport (travail au domicile).

### Activités hors agriculture

#### Secteurs d'activités
150 établissements sont implantés  à Saint-Bauzille-de-Putois au 31 décembre 2019. Le tableau ci-dessous en détaille le nombre par secteur d'activité et compare les ratios avec ceux du département,.
| Secteur d'activité                                                                                        | Commune | Commune | Département |
| Secteur d'activité                                                                                        | Nombre  | %       | %           |
| --- | ------- | ------- | ----------- |
| Ensemble                                                                                                  | 150     | 100 %   | (100 %)     |
| Industrie manufacturière, industries extractives et autres                                                | 14      | 9,3 %   | (6,7 %)     |
| Construction                                                                                              | 28      | 18,7 %  | (14,1 %)    |
| Commerce de gros et de détail, transports, hébergement et restauration                                    | 31      | 20,7 %  | (28 %)      |
| Information et communication                                                                              | 6       | 4 %     | (3,3 %)     |
| Activités financières et d'assurance                                                                      | 2       | 1,3 %   | (3,2 %)     |
| Activités immobilières                                                                                    | 4       | 2,7 %   | (5,3 %)     |
| Activités spécialisées, scientifiques et techniques et activités de services administratifs et de soutien | 17      | 11,3 %  | (17,1 %)    |
| Administration publique, enseignement, santé humaine et action sociale                                    | 34      | 22,7 %  | (14,2 %)    |
| Autres activités de services                                                                              | 14      | 9,3 %   | (8,1 %)     |

Le secteur de l'administration publique, l'enseignement, la santé humaine et l'action sociale est prépondérant sur la commune puisqu'il représente 22,7 % du nombre total d'établissements de la commune (34 sur les 150 entreprises implantées  à Saint-Bauzille-de-Putois), contre 14,2 % au niveau départemental.

#### Entreprises et commerces
Les cinq entreprises ayant leur siège social sur le territoire communal qui génèrent le plus de chiffre d'affaires en 2020 sont : 
- EURL Patrick Peyriere, travaux de maçonnerie générale et gros œuvre de bâtiment (1 247 k€) ;
- Cristal Net Holding, activités des sociétés holding (550 k€) ;
- Aurieres, commerce de détail de viandes et de produits à base de viande en magasin spécialisé (536 k€) ;
- Aupalya, autres services de réservation et activités connexes (334 k€) ;
- Asphalte Competition, entretien et réparation de véhicules automobiles légers (70 k€).

### Agriculture
Le nombre d'exploitations agricoles en activité et ayant leur siège dans la commune est de 10 lors du recensement agricole de 2020 et la surface agricole utilisée de 74 ha,.

## Culture locale et patrimoine

### Lieux et monuments

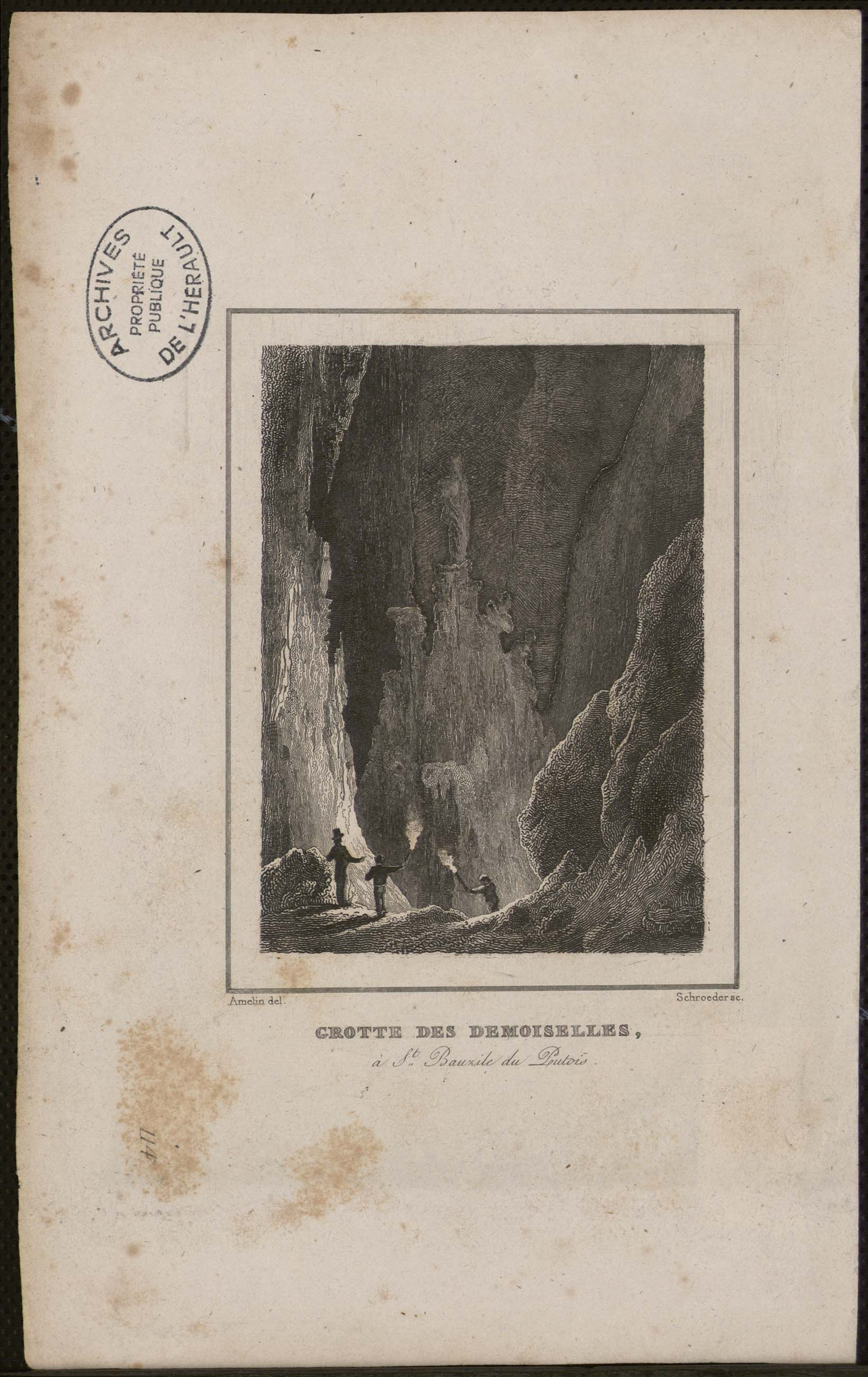
La grotte des demoiselles : estampe (1836).

On trouve, sur le territoire de la commune, divers lieux et monuments d'intérêt historique ou architectural, dont un est classé au titre des monuments historiques :
- le château, construit vers 1643 par Jacques de Valat. Il est classé au titre des monuments historiques depuis juillet 2009[78] ;
- la grotte des Demoiselles, aussi appelée grotte des Fées. Très riche en concrétions, comme des stalagmites, des stalactites et des colonnes, elle fut visitée pour la première fois au milieu du XVIIIe siècle mais sa première véritable exploration date de 1884. Elle fut inaugurée par le président de la République, Gaston Doumergue, en 1932 ;
- l'Auberge de la Filature, une ancienne filature « Bourgade », qui a fabriqué des bas de soie de 1859 jusqu'au milieu du XXe siècle. Elle est aujourd'hui réhabilitée en auberge ;
- la croix, située rue de l'Agantic. Au XVIe siècle, elle marquait la limite du village et de la zone protégée par l'enclos paroissial ;
- l'église Saint-Baudile de Saint-Bauzille-de-Putois. L'église, dédiée à saint Baudile, qui, caractérisée par une architecture d'inspiration romane, a été re-construite en 1896 sur les ruines d'une église romane, elle-même construite entre le Xe siècle et le XIIIe siècle. Son tympan, qui orne l'entrée, a été peint par un artiste du village, Jean Suzanne, en 1991. Il représente saint Baudile, muni d'une hache et de la palme, ainsi qu'une foule de villageois dans la Grand'Rue, rue principale du vieux village et, en fond, le mont Saint-Micisse ;
- le Pont suspendu, réalisé en 1852 par Alphonse Boulland. Il était, à l'origine, construit en métal, en bois de chêne et en pierre de taille. Le pont, qui fut endommagé par une tornade, le 10 octobre 1907, a été restauré puis finalement reconstruit. Surveillé et entretenu depuis 1929, sa dernière restauration date de 2005. Seules les pierres de taille des piliers sont d'origines ;
- la remise des « 3-Rois », une remise qui au XIXe siècle servit de relais aux diligences du Service des Postes aux Lettres. La porte date de 1789 ;
- la place du Christ, qui, construite à l'emplacement, d'un ancien cimetière, tient son nom de la croix érigée en 1878, à la suite d'un mouvement religieux appelé « la Mission ». La place se situe au centre du vieux village ;
- le moulin de l'Évêque, aussi appelé le Pavillon. Avant la construction du pont suspendu il était le lieu de départ des barques qui servaient à traverser l'Hérault ;

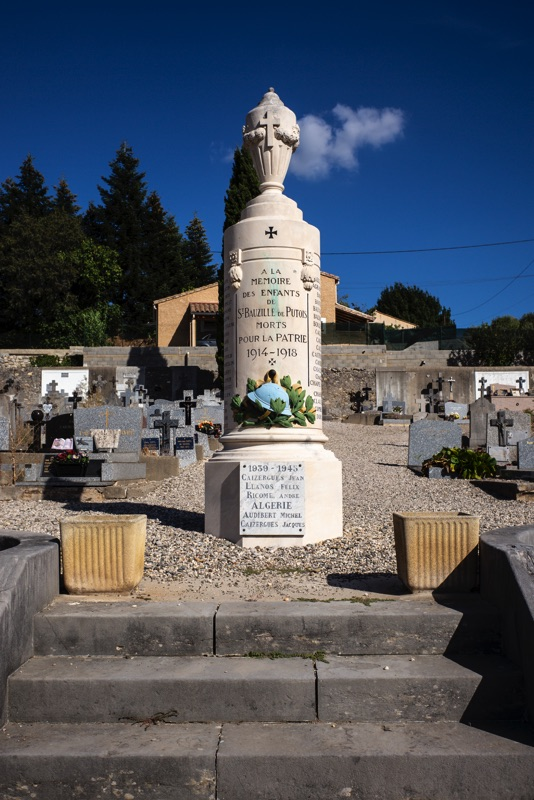
Monument aux morts construit en hommage aux soldats de la Première Guerre mondiale.

- le monument aux morts construit en hommage aux soldats morts durant la Première Guerre mondiale.

### Personnalités liées à la commune
Colette Brice est une artiste plasticienne, dont l'atelier est établi à Saint-Bauzille-de-Putois.
Elle est l'auteur de plusieurs fresques monumentales qui ornent des immeubles, ou encore la gare de RER Porte Maillot, à Paris, qu'elle réalise en 1988.
Cette dernière représente l'idée dynamique de la course d'un personnage faisant du roller, dans laquelle s'entremêlent des personnages fantaisistes danseurs et musiciens, dans un décor luxuriant.
- Louis Gabrillargues (1914-1994), né à Saint-Bauzille, international de football français (9 sélections)

## Pour approfondir

### Fonds d'archives
- Fonds : Archives communales de Saint-Bauzille-de-Putois (1711-1793) [ml].  Cote : 243 EDT. Montpellier : Archives départementales de l'Hérault (présentation en ligne).